# Shimasjukhuset

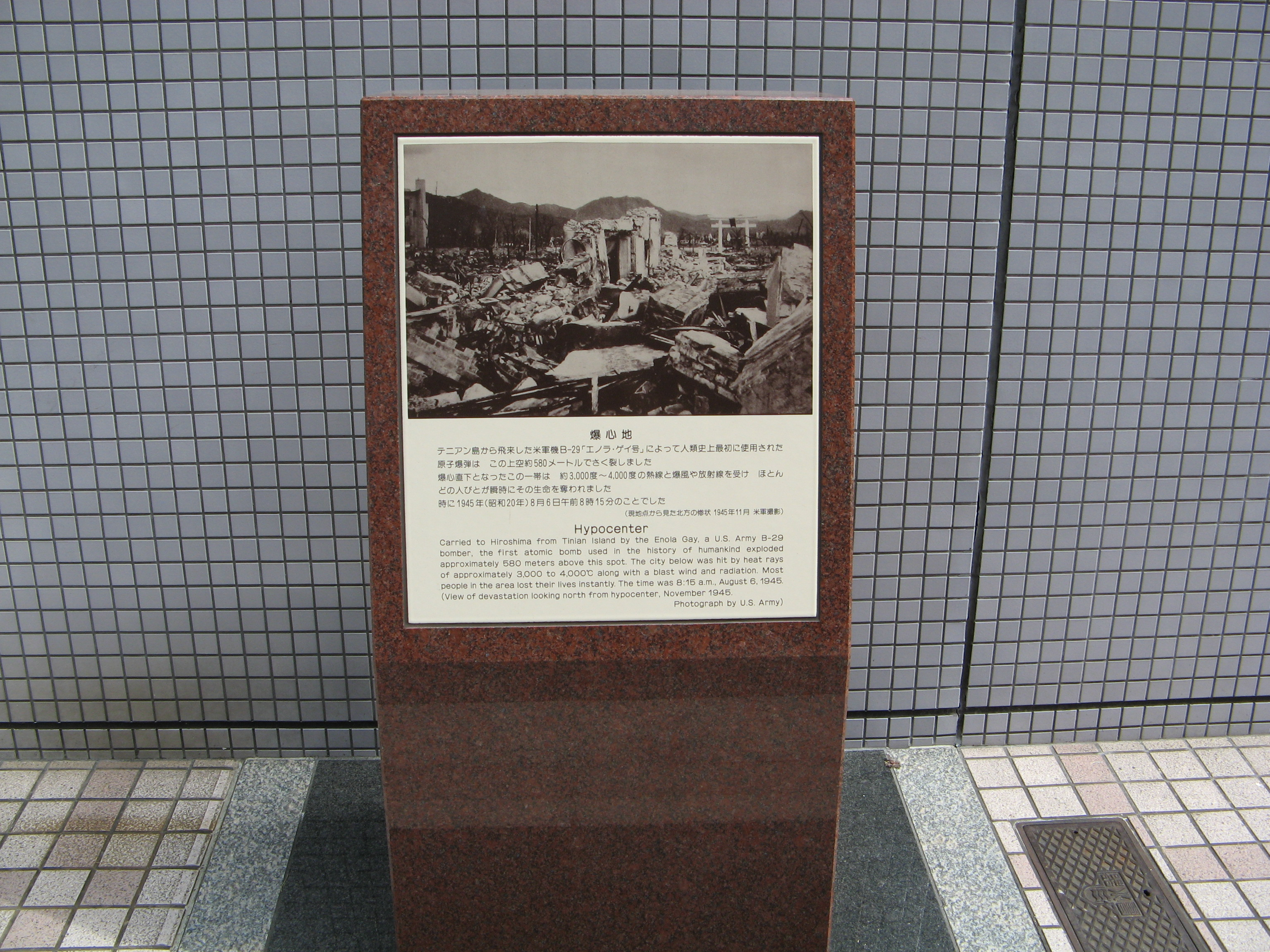
Minnestavla på Shimasjukhuset om attacken 1945.

Shimasjukhuset (japanska: 島病院; Shima byōin) är ett sjukhus i Hiroshima i Japan, som förstördes vid USA:s atombombattack 6 augusti 1945. Shimasjukhuset beräknas vara bombens ground zero, platsen direkt under bombexplosionen.

## Återuppbyggnad
1948 återuppfördes sjukhuset av ägaren Dr. Kaoru Shima.